# Ричивул (Мазовецьке воєводство)
Ричивул (пол. Ryczywół) — село в Польщі, у гміні Козениці Козеницького повіту Мазовецького воєводства.
Населення — 685 осіб (2011).
У 1975-1998 роках село належало до Радомського воєводства.

## Демографія
Демографічна структура станом на 31 березня 2011 року:
|          | Загалом | Допрацездатний вік | Працездатний вік | Постпрацездатний вік |
| -------- | ------- | ------------------ | ---------------- | -------------------- |
| Чоловіки | 353     | 80                 | 256              | 17                   |
| Жінки    | 332     | 68                 | 228              | 36                   |
| Разом    | 685     | 148                | 484              | 53                   |